# بابا سان
بابا سان (بالإنجليزية: Papa San)‏ هو مغني جامايكي، ولد في 1966 في كينغستون في جامايكا.

## وصلات خارجية
- بابا سان على موقع ميوزك برينز (الإنجليزية)
- بابا سان على موقع أول ميوزيك (الإنجليزية)
- بابا سان على موقع ديسكوغز (الإنجليزية)